# Cartó (art)
|  | Per a altres significats, vegeu «cartó (desambiguació)». |

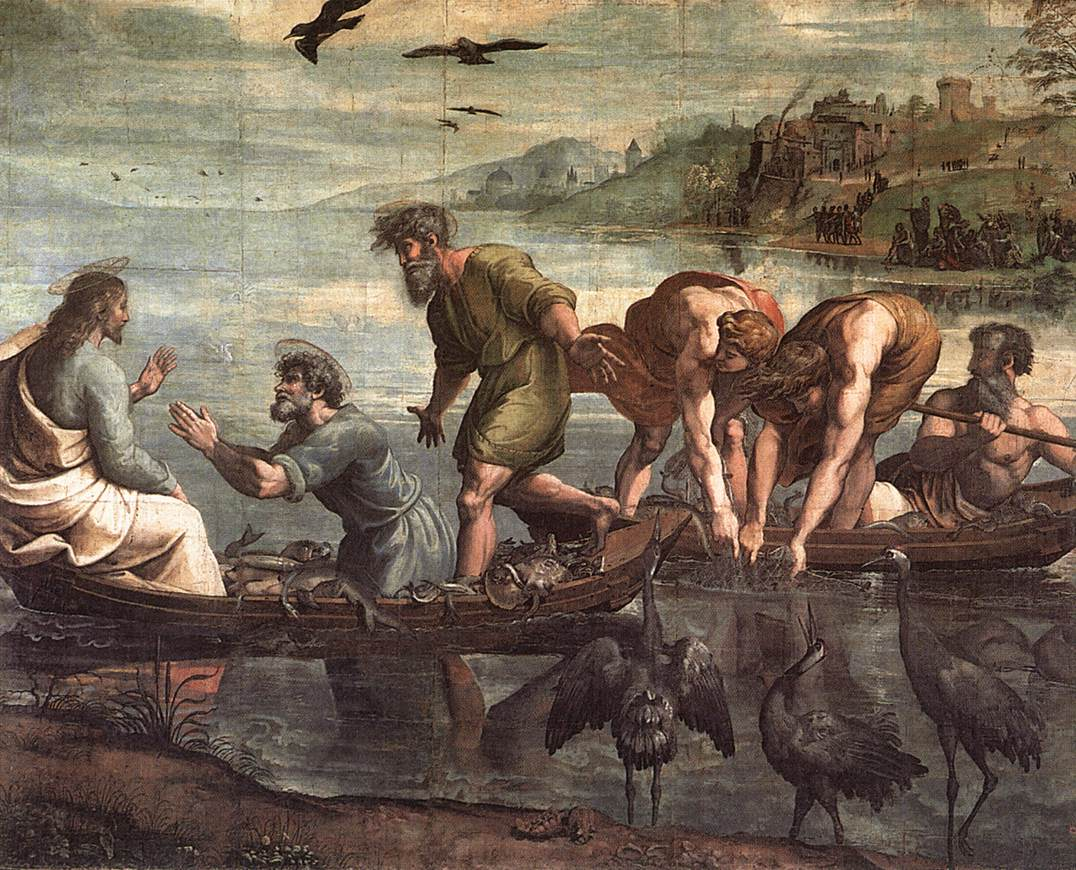
La pesca miraculosa, cartó de Rafael.

Dins de la terminologia especialitzada en art, un cartó  és un esbós, ja sigui escalat o amb dimensions naturals, que es realitza abans d'efectuar la versió definitiva d'una pintura, fresc, escultura i, molt especialment, un tapís.
Un cartó pot tenir les mateixes dimensions que l'obra definitiva, encara que aquesta situació no passa en tots els casos.
Entre els pintors més cèlebres que han realitzat cartons es troben Rafael, Andrea Mantegna, Francisco de Goya i Leonardo da Vinci, de qui va ser molt admirat el seu cartó per al quadre  La Verge, el Nen Jesús i santa Anna .

## Cartons per a frescos
En dibuixar els esbossos per a un fresc, solen realitzar-se en cartó. Després han de traslladar-se al guix -el material més comú en la construcció de pintura mural- o sobre una altra superfície. Hi ha dues maneres de migrar l'esbós al guix:
- Fregar el dors amb guix i traçar el dibuix a l'anvers amb punta dura.
- El mètode de l'estergit, que consisteix a perforar el dibuix i passar carbonet en pols a través dels orificis resultants.

## Cartons per a llenços
Aquest tipus de cartons solen dibuixar en clarobscur. És en aquest punt on es troba la similitud entre els cartons per a llenços i en els realitzats per a escultures.

## Cartons per a escultures
És molt útil fer un dibuix preparatori d'una escultura sobre cartó, ja que al moment de tallar la pedra l'artista podrà marcar amb gran precisió les formes abans de finalitzar-la.

## Cartons per a tapissos

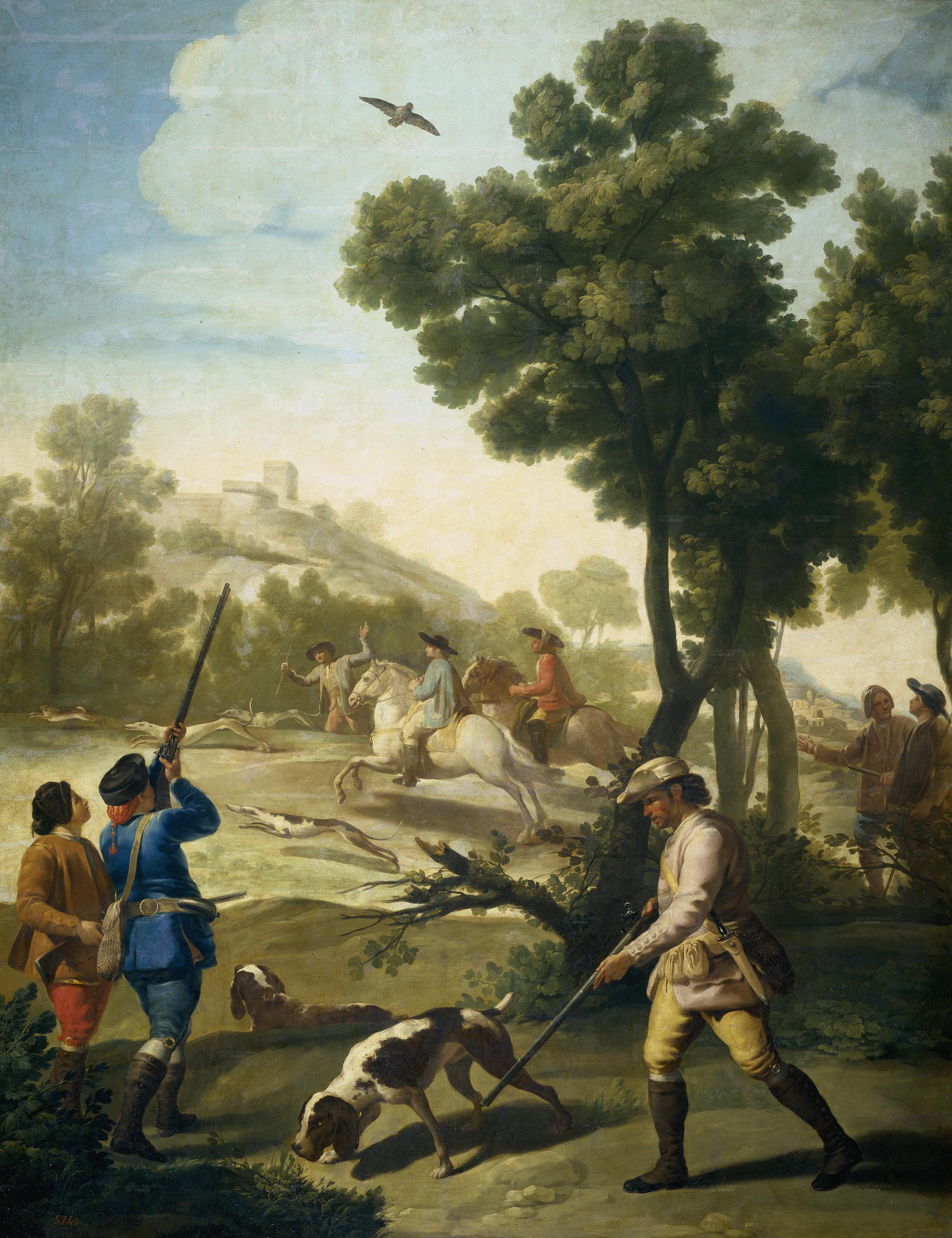
La caça de la guatlla (1775, Museu del Prado, Madrid), un dels primers cartons de Goya per a la Real Fàbrica de Santa Bàrbara.

En els cartons per a tapissos s'usa un cartó acolorit, per tal que els teixidors puguin executar amb destresa el trasllat en el teler. El cartó se situa sota els fils si es tracta d'un teler horitzontal. En el cas que s'utilitzi un teler d'alt lliç, es posa el cartó darrere de qui manegi l'instrument, de manera que la imatge es vegi com si estigués reflectida en un mirall.
És gràcies als tapissos que la tècnica del cartó ha obtingut fama internacional. Al segle xvi, Rafael Sanzio va realitzar els seus celebèrrims cartons, on il·lustrava escenes bíbliques.

### La Reial Fàbrica de Santa Bàrbara
Fundada al segle xviii, d'acord amb l'esperit afrancesat del rei Felip V. Entre els pintors que van treballar en ella hi ha Francisco Bayeu, que va il·lustrar-hi les escenes d'arrel costumista que tant agradaven a Carles III i al seu fill el príncep Carles.
Bayeu va introduir a la fàbrica al seu cunyat, el llavors novell pintor Francisco de Goya, que havia tingut èxits mitjanament importants a Saragossa. Entre 1775 i 1792, Goya va realitzar més de seixanta cartons per a adornar els palaus del rei, els prínceps i els infants.